# J. F. Schwarzlose Söhne

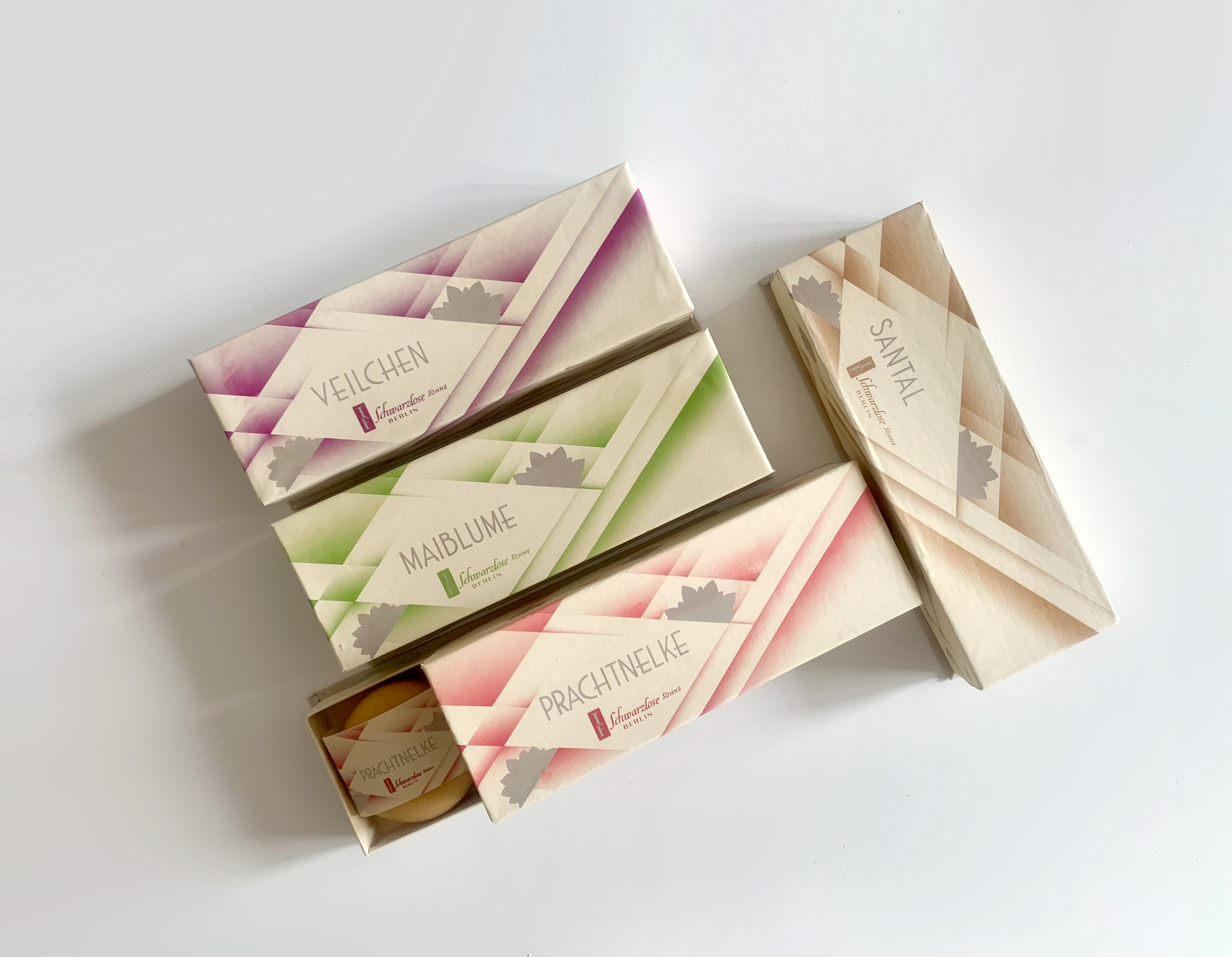
Feinseifen: Violette, Prachtnelke, Santal, Maiblume. ca. 1930.

J. F. Schwarzlose Söhne war eine bis in die 1970er Jahre bestehende Firma im Bereich des Drogeriehandels in Berlin.

## Geschichte
1856 gründete der Klavierbauer Joachim Friedrich Schwarzlose den Drogeriehandel J.F. Schwarzlose Söhne für seine elf Kinder; darunter: Gustav, Paul, Rudolph, Franz, Max und Clara. Diese gingen damit alsbald in die Parfümproduktion, ihr Geschäft lag zunächst in der Markgrafenstraße 29. 1902 erfolgte die Übernahme der Parfümeriefabrik Treu & Nuglisch, die 1823 von Adolph Nuglisch in Berlin gegründet wurde und Lieferant des Hofes war. Fortan firmierte man als J.F. Schwarzlose Söhne – Treu & Nuglisch. Um 1878 übernahm Paul Köthner, der Ehemann von Clara Schwarzlose, das Stammgeschäft. Im Handelsregister geführt wurde die Firma ab dem Jahr 1897, als die Umwandlung zur offenen Handelsgesellschaft verzeichnet wurde.
Um 1896 wurde das Unternehmen in „Hoflieferanten Sr. Maj. des Kaisers und Königs“ umbenannt. Der Name fand auch beim chinesischen Hochadel ein Echo, wie ein Flakon aus der Sammlung des letzten Kaisers Pu Yis belegt. Ab 1902 baute Ernst Köthner, der Enkelsohn des Gründers Joachim Friedrich Schwarzlose, das Geschäft international aus. Die Firma begann zu expandieren, von Europa über Asien nach Australien.
1922 erfolgte eine Umfirmierung in J.F. Schwarzlose Söhne GmbH durch Ernst Köthner und seine Ehefrau Hedwig. Die Fabrik befand sich in der Dreysestraße 5 in Berlin-Moabit während das Ladenlokal in der Markgrafenstraße 26 zur Geschäfts- und Verkaufsstelle wurde. Das Unternehmen überstand die Inflation und brachte es erneut zu Weltruhm. Man bezog im September 1930 modernisierte Ladenflächen in der Leipziger Straße 113. Im November desselben Jahres starb Ernst Köthner, Sohn Werner übernahm und wurde, als vier Jahre später auch die Mutter Hedwig Köthner verstarb, alleiniger Geschäftsführer. Ab 1937 wurde die GmbH als Firma J.F. Schwarzlose Söhne in der Leipziger Straße/Mauerstraße weiterbetrieben, man führte, wie gehabt, Parfümerie und feine Toilettenartikel.
Nachdem 1944 Fabrik und Geschäfte zerstört worden waren, nahm Werner Köthners Witwe Anni 1947 die Tätigkeit der Firma wieder auf, zuerst in Hamburg, dann auch in Berlin, wo sie die Fabrik in Moabit ab 1951 aus Mitteln des Marshallplanes wieder aufbaute. Ein Jahrzehnt später brachte der Mauerbau Schwierigkeiten für das Unternehmen, da die Geschäftsstellen in den Stadtteilen Prenzlauer Berg und Mitte von der Produktionsstätte in Moabit abgeschnitten wurden. 1965 wurde die Ur-Ur-Enkelin des Firmengründers, Annemarie Müller-Godet, geb. Köthner, neue Geschäftsführerin. Als der Berliner Senat seine Absicht ankündigte, Moabit in ein reines Wohngebiet umzuwandeln, entschloss sie sich, das Unternehmen aufzugeben. Am 16. März 1976 wurde die Firma J.F. Schwarzlose Söhne endgültig eingestellt. Die Firma wurde 2012 unter dem Namen J. F. Schwarzlose Berlin wiederbelebt.

## Produkte

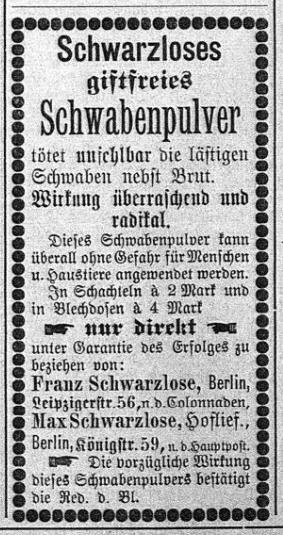
Max und Franz Schwarzlose, Werbeanzeige für Schwarzloses giftfreies Schwabenpulver (veraltetes Wort für Schaben), aus: Der Bär, Ausgabe 18.1892, Nr. 06, 7. November 1891, S. 72

Den Grundstein für den Erfolg in der Herstellung kosmetischer Produkte legte die Erfindung des Migränestiftes als Patent zwischen 1883 und spätestens 1893.
Um 1896 kam das erste nicht schädliche Haarfärbemittel unter dem Namen Aureol hinzu. Die von Ernst Erdmann für Agfa entwickelte Formel war der Grundstein für den Erfolg von Aureol. Der Name leitet sich von einer zur Jahrhundertwende modischen Frisur der Aureole ab nach dem Begriff Aureola, ein Haarkranz um den Kopf gewickelt. Für die Werbung die in der Anfangszeit noch unter Aureol von Dr. Erdmann gestaltet war, wurde 1898 der Wiener – Sezessionsmitglied und Künstler – Josef Maria Auchentaller mit einem Plakatentwurf beauftragt.
Die Formel von Aureol wurde um 1900 nochmalig überarbeitet, da es Kritik gab und ab dem Zeitpunkt weltweit vertrieben. Der Name und die Formel von Aureol wurden für Eugène Schueller, dem Gründer L'Oreals, zur Grundlage für seine Haarfarbe L'Aureale.
Zwischen 1911 und 1930 hatten J.F. Schwarzlose Söhne auch einen Duft mit dem Namen Oreal im Portfolio.
Ende 1929 lancierte J.F. Schwarzlose Söhne den Damenduft „1A-33“. Der ungewöhnliche Titel verwies auf das Automobilkennzeichen für Berlin und richtete sich an die moderne, motorisierte Frau. Der im Artdéco-Stil gehaltene Glasflakon griff in der Glasform und im Etikett die Idee des Kühlergrills auf – ein Hinweis auf die mondäne Lebenskultur in der intellektuell geprägten und freigeistigen deutschen Hauptstadt. Andere wichtige Produkte waren
| - Treffpunkt 8 Uhr, - Rosa Centifolia, - Lilaflor, - Jockey Club, - Kyphi, | - JSera, - Peau D'Espagne, - Frappanta Maiglöckchen, - Hyazina, - Prachtnelke, | - Royalin, - Juchten, - Violette Sola Vera, - Chic, - Hohenzollern Veilchen. |